# Neminem captivabimus nisi iure victum
Neminem captivabimus nisi iure victum  je pravno določilo, ki se v prevodu glasi "Nikogar ne bomo aretirali brez sodbe sodišča".
V Kraljevini Poljski in poljsko-litovski Republiki obeh narodov je bil eden od privilegijev plemstva, da kralj ni mogel niti kaznovati niti aretirati nobenega plemiča brez ustrezne sodbe sodišča. Prvotni namen določila je bil osvoboditi nezakonito aretirane plemiče. Določilo  Neminem captivabimus ni imelo nobene zveze s krivdo aretiranega, ampak samo s tem, da je bil aretiran brez sodnega procesa.
Določilo je uvedel kralj Vladislav Jagelo v  Jedlniških aktih (1430) in Krakovskih aktih (1433) in je ostalo v rabi do delitve Poljske (1772–1795). Določilo je tudi jamčilo, da kralj brez sodbe sodišča ne sme zapleniti nobenega premoženja šlahte.
Štiriletni sejm je leta 1791 odločil, da se privilegij podeli tudi meščanom kraljevih mest, ki imajo tam nepremičnine, in poljskim Judom.

## Sklic
1. ↑  Brzezinski, Mark F. (1991). "Constitutional Heritage and Renewal: The Case of Poland". Virginia Law Review. 77 (1): 49–112. doi: 10.2307/1073115.  JSTOR 1073115.